# 영월소방서
영월소방서(寧越消防署, Yeongwol Fire Station)는 강원특별자치도 영월군을 관할하는 강원특별자치도 소방본부 산하의 소방서이다.
소방서장은 소방정으로 보한다.

## 연혁
- 1994년 5월 28일: 영월소방서 개서
- 2012년 2월 7일: 평창소방서 분리

## 조직
| - 소방행정과 - 소방행정계 - 예산장비계 | - 방호구조과 - 방호조사계 - 예방계 - 구조구급계 - 구조진압계 |

## 관할센터 및 관할구역
영월소방서는 3개의 119안전센터와 1개의 구조대를 산하에 두고 있다.
| 명칭                 | 사진 | 주소                      | 관할구역                     | 지역대                        |
| -------------------- | ---- | ------------------------- | ---------------------------- | ----------------------------- |
| 영월119안전센터      |      | 영월읍 영월로 1863        | 영월읍, 북면, 남면           | 북면119지역대 남면119지역대   |
| 주천119안전센터      |      | 주천면 송학주천로 1467-15 | 주천면, 한반도면, 무릉도원면 | 한반도119지역대 쌍용119지역대 |
| 산솔119안전센터      |      | 산솔면 응고개길 10-27     | 산솔면, 상동읍, 감삿갓면     | 상동119지역대 김삿갓119지역대 |
| 영월소방서 119구조대 |      | 영월로 1863               | 강원특별자치도 영월군 일원   |                               |

## 사건사고
- 2011년 6월 25일 급류에 휩쓸린 여아를 구조하던 중 1명이 순직하였다.[4] 이 사고는 소방서장의 무리한 지휘가 원인이 되었다는 비판이 있다.[5]

## 같이 보기
- 대한민국 소방청
- 대한민국의 소방
- 소방관 계급